# The Jewel Thieves Outwitted
The Jewel Thieves Outwitted er en britisk stumfilm fra 1913 af Frank Wilson.

## Medvirkende
- Jack Hulcup
- Violet Hopson
- Rachel de Solla - Lady Randall